# Hwang Chun-ming
Œuvres principales
- La Grande poupée de son fils (1968)
- Le Gong (1969)
- Sayonara et au revoir (1973)
- J'aime Mary (1977)
- À la poursuite du petit oiseau (2019)
- Hsiu-chin, la fille qui riait (2020)

Hwang Chun-ming ou Huang Chunming (chinois : 黃春明, pinyin : huáng chūnmíng) est un écrivain taïwanais né en 1935. Son œuvre a été récompensée de plusieurs prix et distinctions de niveau national.

## Biographie
Hwang Chun-ming naît en 1935 à Luodong dans la campagne du Comté de Yilan, au Nord-Est de Taïwan, à l’époque coloniale japonaise (1895-1945). Étudiant turbulent, Hwang Chun-ming trouve très tôt sa vocation dans la littérature. En 1956, il publie sa première nouvelle, Le Fils du balayeur de rue (qing dao fu de hai zi).
Tour à tour instituteur, animateur à la radio et employé d’agences publicitaires, Hwang accumule les expériences professionnelles tout en publiant à un rythme soutenu dans des revues littéraires. Dès la fin des années 1960, sa notoriété va grandissant avec la publication de ses nouvelles et romans les plus connus. Dans les années 1980, plusieurs de ses œuvres sont portées au grand écran par les auteurs de la Nouvelle Vague taïwanaise, dont La Grande poupée de son fils par Hou Hsiao-hsien.
À partir des années 1990, Hwang Chun-ming cherche à toucher un public jeune. Il publie ainsi une série de textes pour enfants qu’il illustre de ses collages et fonde une troupe de théâtre pour enfants, la « troupe du grand poisson Hwang » (huang da yu er tong ju tuan), avec laquelle il parcourt l’île lors de tournées annuelles. À côté de cela, Hwang continue de publier des textes littéraires pour un public adulte, principalement sous forme de nouvelles courtes. En 2005, il fonde la revue littéraire Neuf virages et dix-huit tournants (jiu wan shi ba guai) et, de 2012 à 2020, il tient un café littéraire dans la ville de Yilan.

## Œuvre littéraire
Hwang Chun-ming est souvent considéré comme l’un des principaux représentants de la littérature dite « du terroir » (xiang tu wen xue) des années 1960 et 1970. Ses récits les plus connus sont en effet résolument ancrés dans le décor du Taïwan de ces années-là. Ils s’opposent en cela à la littérature anti-communiste et nostalgique de la Chine perdue promue par le régime de Chiang Kai-shek dans les années précédentes.
Hwang est par ailleurs connu pour ses mises en scène pleines d’humour mais sans concession de personnages marginaux et subalternes, petites gens misérables comme dans La Grande poupée de son fils (er zi de da wan ou, 1968) ou Le Goût des pommes (ping guo de zi wei, 1972), victimes de la société comme dans Les Jours où elle regardait la mer (kan hai de ri zi, 1967), délaissés de l’histoire comme dans Le Gong (luo, 1969).
Dans d’autres œuvres, il dénonce avec une ironie grinçante des phénomènes d’aliénation au sein d’une population trop peu confiante en elle-même et souffrant d’un sentiment d’infériorité par rapport aux cultures américaine et japonaise notamment, comme dans Sayonara et au revoir (sha yo na la zai jian, 1973), Les Petites veuves (xiao gua fu, 1975) ou J’aime Mary (wo ai ma li, 1977).
À partir des années 1980, Hwang Chun-ming s’intéresse également au sort des personnes âgées, nouveaux laissés-pour-compte du miracle taïwanais, comme dans Une Remise en liberté (fang sheng, 1987).
En 2019, à l'âge de 84 ans, il renoue avec la forme romanesque et publie ses deux plus longs récits de fiction en l'espace d'une année : À la poursuite du petit oiseau (gen zhe bao bei er zou, 2019) et Hsiu-chin, la fille qui riait (xiu qin, zhe ge ai xiao de nü hai, 2020).
Écrivain plus humaniste que véritablement engagé, Hwang Chun-ming garde toujours une distance pleine d’humour par rapport à ce qu’il décrit. Son style faussement naïf a donné une voix aux défavorisés en intégrant dans la langue écrite et littéraire chinoise des tournures de phrases et des formules caractéristiques des parlers populaires mandarin et taïwanais.

## Ouvrages traduits en français

### Nouvelles et romans
1. Le Gong, trad. Emmanuelle Péchenart et Anne Wu, Actes Sud, Arles, 2001.
2. J’aime Mary, trad. Matthieu Kolatte, Bleu de Chine-Gallimard, Paris, 2014 (recueil de nouvelles contenant J’aime Mary, La Grande poupée de son fils, Le Goût des pommes, Le Chapeau de Hsiao-Chi).
3. L'îlot résidentiel, trad. Matthieu Kolatte, Jentayu, Andert-et-Condon, 2015 (nouvelle parue in Jentayu, no 2, été 2015, pp. 81-86).
4. La noyade d'un vieux chat, trad. Isabelle Rabut et Angel Pino, (nouvelle parue dans l'anthologie de littérature taïwanaise De fard et de sang, dir. Isabelle Rabut et Angel Pino, Youfeng, Paris, 2018, pp. 31-72).

### Livres pour enfants
1. Je suis un chat, un vrai, trad. Angel Pino, Isabelle Rabut, Gulf Stream Éditeur, Saint-Herblain, 2006.
2. L’Éléphant à la trop petite trompe, trad. Elia Lange, Gulf Stream Éditeur, Saint-Herblain, 2006.
3. Le Secret des bonshommes de paille, trad. Elia Lange, Gulf Stream Éditeur, Saint-Herblain, 2006.
4. L’Empereur qui n’aimait que les douceurs, trad. Elia Lange, Gulf Stream Éditeur, Saint-Herblain, 2006.